# Campionati russi di ski cross 2018
I Campionati russi di ski cross 2018 si sono svolti a Miass l'8 marzo. Il programma ha incluso sia la gara femminile che la gara maschile. 
Trattandosi di competizioni valide anche ai fini del punteggio FIS, vi hanno partecipato anche sciatori di altre federazioni, senza che questo consentisse loro di concorrere al titolo nazionale russa.

## Risultati

### Uomini
| Pos. | Atleta            | Nazione |
| ---- | ----------------- | ------- |
| 1    | Egor Korotkov     | Russia  |
| 2    | Maxim Vikhrov     | Russia  |
| 3    | Semen Denshchikov | Russia  |
| 4    | Igor Omelin       | Russia  |

### Donne
| Pos. | Atleta                | Nazione |
| ---- | --------------------- | ------- |
| 1    | Anastasiia Chirtcova  | Russia  |
| 2    | Victoria Zavadovskaya | Russia  |
| 3    | Mariia Dobrova        | Russia  |
| 4    | Anna Antonova         | Russia  |